# Louise Droste-Roggemann

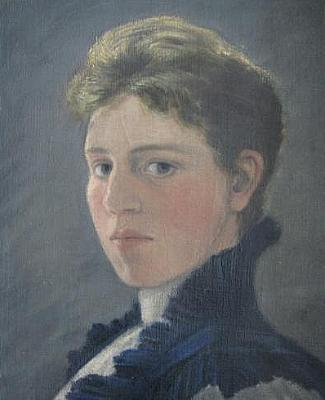
Louise Droste-Roggemann

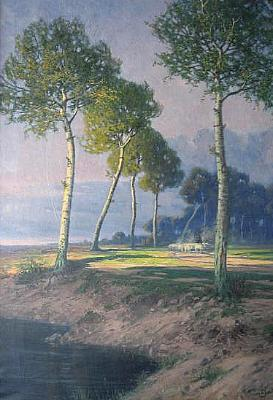
Schafherde am Fluss

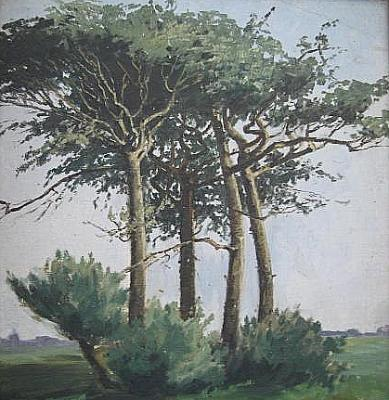
Kiefern

Louise Droste-Roggemann (* 20. Oktober 1865 in Bad Zwischenahn; † 30. Dezember 1945 ebendort) war eine deutsche Malerin.

## Leben
Louise Roggemann wurde als eines von fünf Kindern des Fleischwarenfabrikanten Johann Roggemann (1826–1909) und dessen Ehefrau Anna Catharina geb. Rabben (1833–1912), geboren.
Louise absolvierte die Schule in Bad Zwischenahn und fiel dort wegen ihres zeichnerischen Talents auf. Louise Roggemann wohnte in dieser Zeit mit ihren Eltern und den Geschwistern in einem Haus in der Bahnhofstraße. Das Haus wurde vor Jahren abgerissen. Heute steht auf dem Grundstück ein Altenheim.
Als Louise die Schule beendet hatte, hatte sie bereits den Entschluss gefasst, sich zur Kunstmalerin ausbilden zu lassen. Sie hatte sich hervorragende Englischkenntnisse angeeignet und vertrat, auch gegenüber ihren Eltern, ihre Ansichten immer sehr selbstbewusst. Dennoch vergingen mehrere Jahre, bis sie ihre Eltern von ihrem Vorhaben überzeugt hatte. Ausschlaggebend war dabei offenbar, dass Louise durch eine Erbschaft zu genügend Geld gekommen war, um nicht nur ihre Ausbildung, sondern auch damit verbundene Reisen unternehmen zu können.
Louise Roggemann lebte ab 1901 wieder in Bad Zwischenahn und lernte wenig später den aus Bremen stammenden Kaufmann Oskar Droste (1851–1941) kennen, der in dem Ort eine Torffabrik übernommen hatte. Mit der Heirat im Jahre 1902 führte Louise nunmehr den Nachnamen Droste-Roggemann. 1904 kam eine Tochter zur Welt, die das einzige Kind bleiben sollte. Die Malerin nahm seit ihrer Rückkehr nach Bad Zwischenahn jede Gelegenheit wahr, in der freien Natur zu malen.
Sie war dabei hauptsächlich mit dem Fahrrad unterwegs, um geeignete Motive zu suchen.

## Ausbildung
Um 1890 herum verließ die Fünfundzwanzigjährige ihr Elternhaus und reiste unter anderem nach Weimar und Dresden.
In beiden Städten gab es Kunstakademien und damit auch akademisch ausgebildete Lehrer, die sich in ihrer Freizeit durch die Erteilung von privatem Mal- und Zeichenunterricht ihren Lebensunterhalt aufbesserten.
Da Frauen an einer Kunstakademie in dieser Zeit noch nicht zugelassen waren, kam für diese deshalb nur ein privates Studium in Betracht.
Es lässt sich nicht mehr ermitteln, bei wem sich Louise Roggemann unterrichten ließ. Vieles deutet jedoch darauf hin, dass sie sich eine längere Zeit insbesondere in Dresden aufgehalten hat und dort an einer Damenmalschule unterrichtet wurde. Vermutlich hielt sich die Malerin im Zeitraum von 1890 bis 1891 in Dresden auf und lernte dort den Oldenburger Maler Bernhard Winter kennen, der sich 1887 als damals 16-Jähriger an die Kunstakademie Dresden begab und dort bis 1891 Malerei studierte.
Die Umstände, wie sich die beiden kennenlernten, liegen im Dunkeln. Für Bernhard Winter war es in seinen jungen Jahren aber wohl mehr als nur eine Freundschaft zu Louise, denn er machte der Malerin ein von ihm gemaltes Ölgemälde zum Geschenk, das er auf der Rückseite mit einer sehr persönlichen Widmung versah.
Die Wege der beiden Künstler trennten sich allerdings mit dem Weggang Winters von der Akademie. Bis zum Jahre 1900 unternahm Louise Roggemann viele Studienreisen, auf denen sie Ölgemälde und Bleistiftskizzen schuf. Sie versah viele Bleistiftskizzen mit Ortsangaben, sodass nachvollziehbar ist, dass ihre Exkursionen sie unter anderem nach Schönhausen, der Ostsee, Königstein, Berlin, Dresden/Halle, Leipzig, Weimar, Sonderburg/Dänemark, Magdeburg, Kiel-Holtenau, in die Berge und in skandinavische Länder führten.

## Arbeiten und Ausstellungen
Praktisch in Vergessenheit geraten ist eine herausragende Kunstmalerin aus dem Oldenburger Land, die im ammerländischen Bad Zwischenahn ihre Wurzeln hatte.
Lediglich ein kurzer Artikel in der Nordwestzeitung vom 21. November 1974 erinnert an eine einwöchige Ausstellung der Malerin Louise Droste-Roggemann in der Wandelhalle am Zwischenahner Strandpark. Die Ausstellung wurde damals nicht etwa von der Gemeinde Bad Zwischenahn organisiert, sondern in Eigeninitiative von einigen wenigen noch lebenden Verwandten der Künstlerin. Es ist bemerkenswert, dass es offensichtlich niemanden im Verantwortungsbereich der Gemeinde gab, der Interesse daran hatte, die Erinnerungen an diese Malerin nach der Ausstellung wach zu halten. Dieses verwundert umso mehr, als dass die Qualität der in der Wandelhalle gezeigten Arbeiten der Malerin die Besucher seinerzeit tief beeindruckte.
Nach ihrer Rückkehr ins heimatliche Bad Zwischenahn nahm die mittlerweile ausgebildete Landschaftsmalerin an zwei Ausstellungen im Oldenburger Kunstverein teil.
Sie war auf der 300. Kunstausstellung mit dem Gemälde „Sonnenuntergang in der Heide“ vertreten, die vom 17. Februar bis zum 16. März 1901 ausgerichtet wurde.
Auf der 302. Kunstausstellung des Oldenburger Kunstvereins, ausgerichtet vom 17. November 1901 bis zum 15. Dezember 1901 stellte sie die Gemälde „Birken im Moor“ und „Herbstlandschaft“ aus.
Auf dieser Gemeinschaftsausstellung war auch Bernhard Winter mit dem Gemälde „Kinderköpfchen“ vertreten.

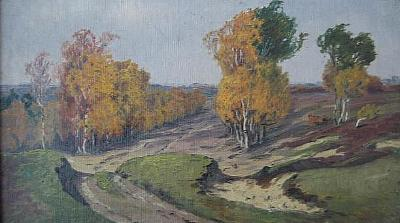
Birken im Herbst
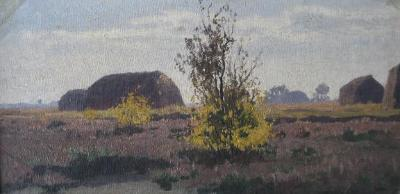
Ginsterblüte
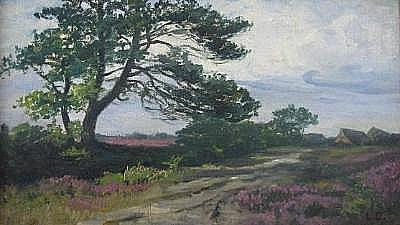
Heidelandschaft
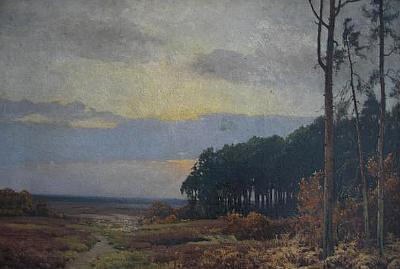
Heidelandschaft mit Kiefernwald

## Dötlingen

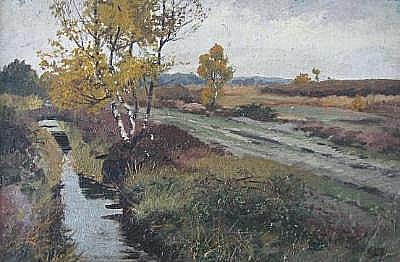
Moorgraben bei Dötlingen

Obwohl Louise Droste-Roggemann mittlerweile zeitlich eingeschränkt war, besuchte sie dennoch in den Sommermonaten des Jahres 1905 den Dötlinger Maler Georg Müller vom Siel, der seit 1896 dort ständig wohnhaft war.
Im Jahre 1900 eröffnete der Maler in der Künstlerkolonie Dötlingen eine private Malschule, um sich neben dem Verkauf seiner Arbeiten eine zweite Einkommensquelle zu sichern. Vor allem in den Sommermonaten hatte er Damen der Gesellschaft zu Gast, die er in der Landschaftsmalerei unterrichtete.
Es muss angenommen werden, dass Louise häufigeren Kontakt zu dem Dötlinger Maler hatte. In den folgenden Jahren ließ die künstlerische Betätigung der Malerin zusehends nach. Hausfrauliche Tätigkeiten und die Erziehung der Tochter vereinnahmten sie umso mehr. Sie zeigte zudem reges Interesse für Architektur und Blumen. Diese Themen nahmen in ihrem Leben immer mehr Raum ein.
Louise Droste-Roggemann war eine Landschaftsmalerin. Themen ihrer Ölgemälde waren insbesondere unberührte Moor- und Heidemotive, wie sie das Ammerland und das Oldenburger Land zur damaligen Zeit reichlich besaßen. Sie hielt präzise Darstellungen einer damals noch intakten, aber doch zerbrechlichen Natur auf Leinwand oder Holztafeln fest, wobei in vielen ihrer Bilder die Einflüsse des Malers Georg Müller vom Siel in ihrem Malstil zu erkennen sind. Ihre Arbeiten sind heute ein wichtiges Dokument vergangener Zeiten.

## Bad Zwischenahn

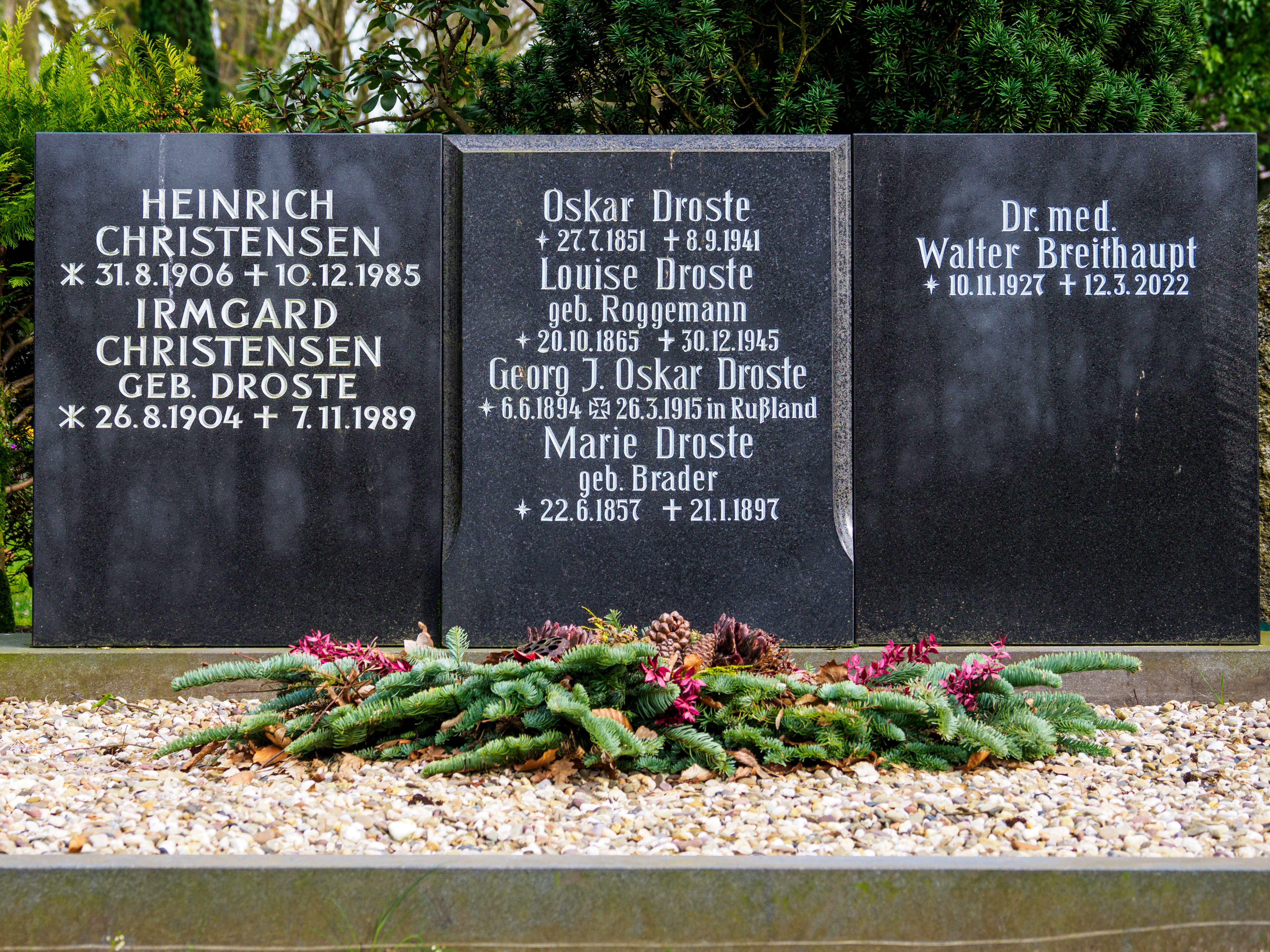
Familiengrab Droste, Zwischenahn

1912 baute die Familie ein neues, den Ansprüchen genügendes Haus in der Peterstraße. Louise hatte mit der Pflege des Gartens und den bereits erwähnten Arbeiten genügend zu tun, sodass sie schließlich die Malerei ganz auf gab.
Die Gemälde und auch die Skizzen hat Louise Droste-Roggemann nie datiert, sodass kein verlässlicher Anhaltspunkt vorhanden ist, zu welcher Zeit sie sich an welchem Ort aufgehalten hat. Lediglich die Signaturen ihrer Bilder lassen erkennen, ob die Werke vor oder nach 1902 entstanden sind, zumal sie vor der Heirat mit Roggemann, ab der Heirat mit Droste signierte.
Die Heimatmalerin starb am 30. Dezember 1945 in Bad Zwischenahn. Sie fand dort auf dem alten Friedhof ihre letzte Ruhestätte.